# SOBR

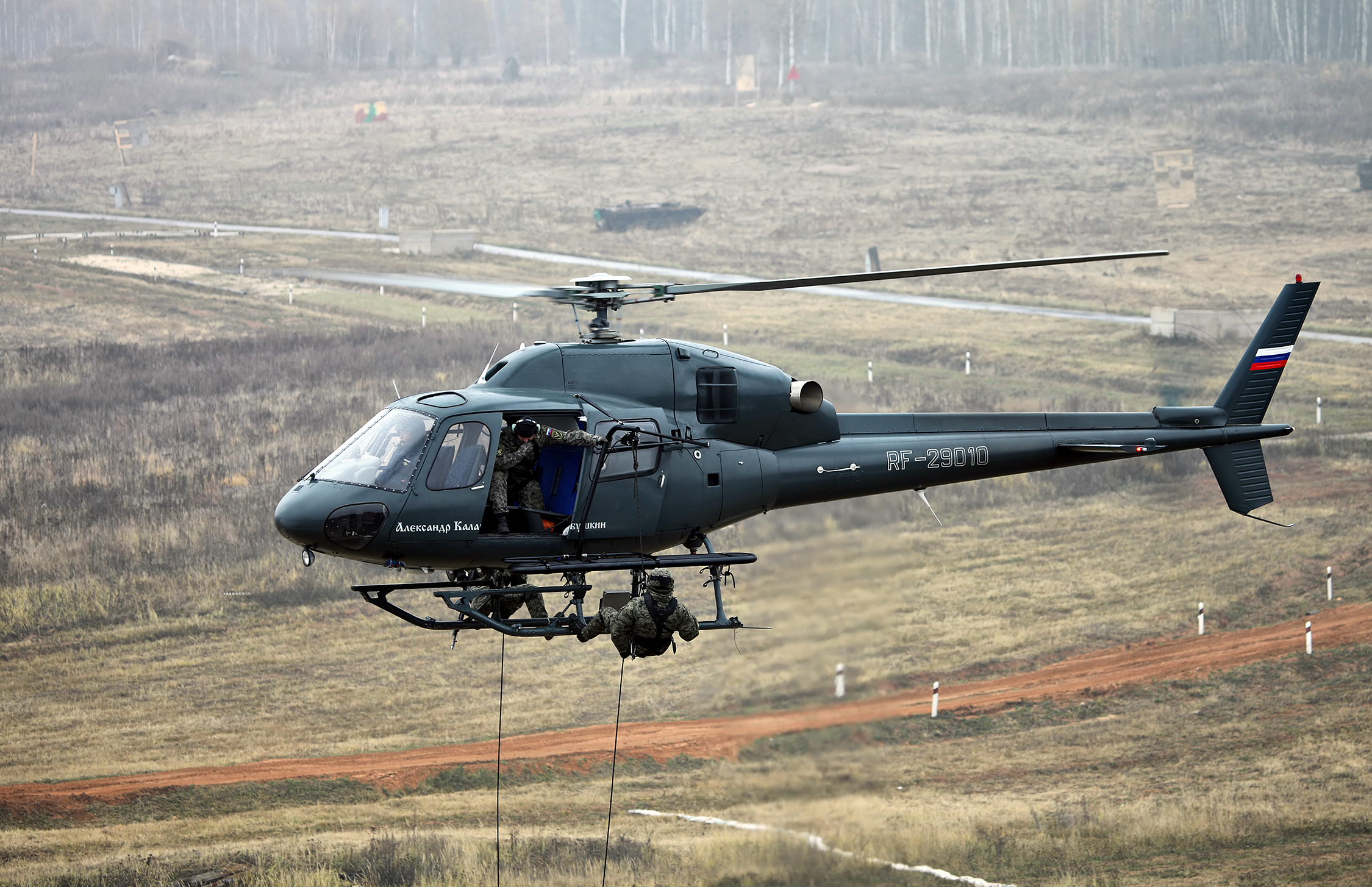
Lực lượng SOBR đang diễn tập trên trực thăng

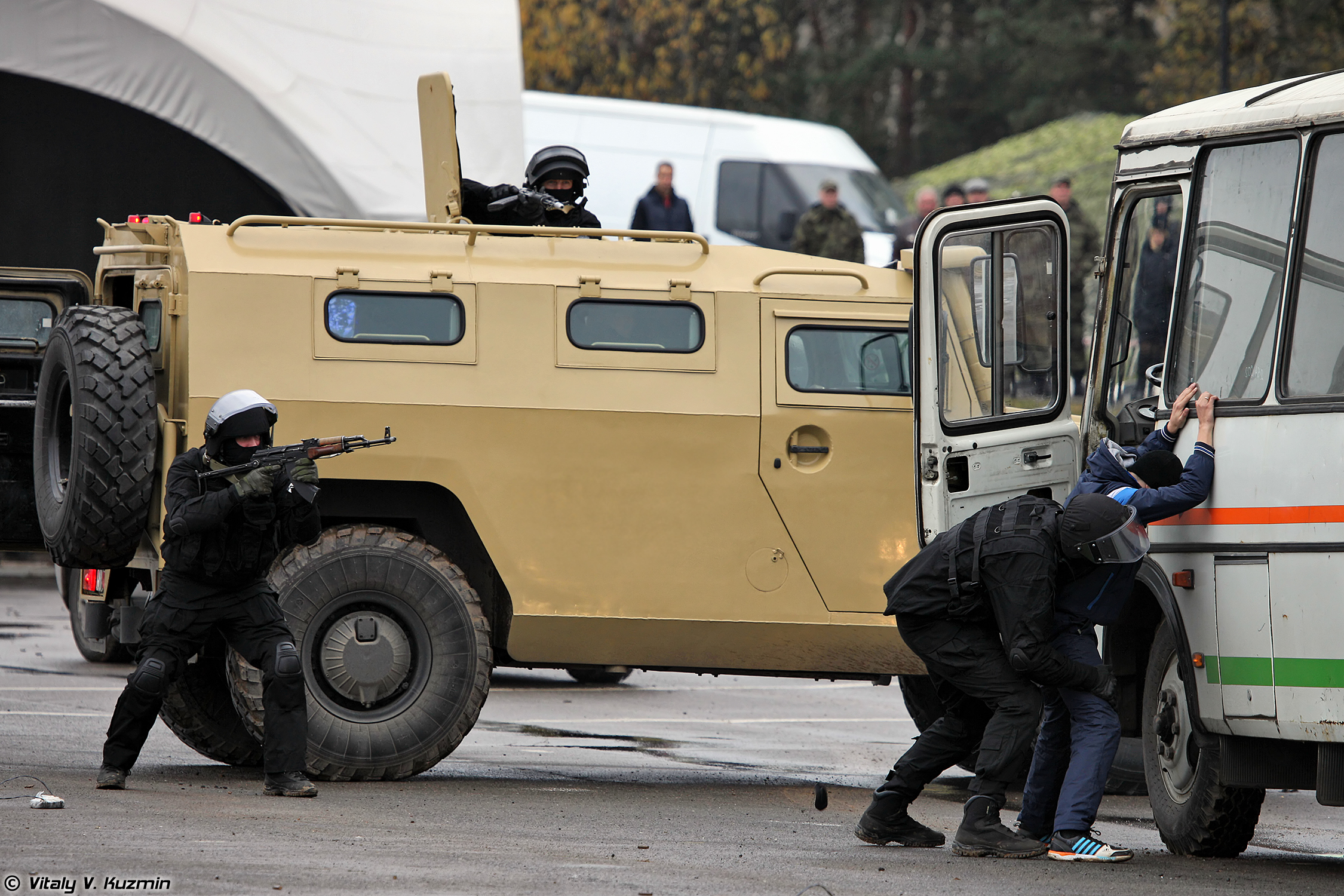
Lực lượng đang diễn tập chống khủng bố với sự yểm trợ của xe bọc thép

Lực lượng đặc nhiệm phản ứng nhanh hay SOBR (tiếng Nga: СОБР - Специальный Отряд Быстрого Реагирования/Spetsialnyy Otryad Bystrogo Reagirovaniya, tiếng Anh: Special Unit of Quick Response/Special Rapid Response Unit) hay còn gọi là OMSN  (Otryad Militsii Spetsial'nogo Naznacheniya) là một đơn vị spetsnaz thuộc Vệ binh Quốc gia Nga, cùng với lực lượng OMON và SOBR tạo thành lực lượng quân sự phản ứng nhanh và triển khai nhanh chóng sẵn sàng tăng viện cho Cảnh sát Nga chính quy, lực lượng này thường có thể được triển khai theo quyết định của cảnh sát chỉ huy địa phương. Được thành lập với nhiệm vụ của một đơn vị chống khủng bố ở Nga cũng như được huy động xử lý những vụ việc lớn và nhạy cảm khác, trách nhiệm này thuộc về Lực lượng đặc nhiệm phản ứng nhanh (SOBR), họ đảm nhiệm xử lý hầu hết các vụ việc có vũ trang ở Nga, từ những kẻ khủng bố Chechnya ẩn náu trong các ngôi nhà đến các cuộc bạo động gia đình.
Các đơn vị SOBR tập trung vào các hoạt động an ninh công cộng đô thị và đấu tranh chống lại các băng nhóm tội phạm có tổ chức trong môi trường đô thị Các hoạt động chống khủng bố quy mô lớn thường có sự tham gia của các đơn vị SOBR, Spetsnaz, OMON và FSB do nhu cầu nhân lực lớn. Các đơn vị SOBR đã tham gia vào cuộc xâm lược Ukraine năm 2022 của Nga với nhiệm vụ giải tán bạo loạn sau khi Kyiv và các thành phố lớn khác của Ukraina bị chiếm theo kế hoạch nhưng do Nga không chiếm được Kyiv dẫn đến một số nhiệm vụ SOBR trở nên thừa thãi và một số nhân sự bị giết trong khi chiến đấu hoặc bị Lực lượng vũ trang Ukraina bắt giữ. Trong trận Irpin, do kế hoạch tác chiến quá lạc quan và thiếu liên lạc với các đơn vị khác, một đơn vị SOBR với trang bị kém và không được trang bị vũ khí hạng năng đã di chuyển từ Kemerovo Oblast cuối cùng đã bị tách khỏi Quân đội Nga và vô tình đi đầu trong cuộc tấn công vào thành phố Kyiv và đã bị phục kích tại một cây cầu bắc qua sông Irpin, trong số 80 sĩ quan SOBR và OMON trong đoàn xe, chỉ còn có 3 người sống sót. Sau đó trong cuộc chiến tiếp theo, các đơn vị SOBR được cho là đã rút khỏi làng Balakliia trong bối cảnh diễn ra cuộc phản công Kharkov năm 2022 của Ukraina.

## Lịch sử

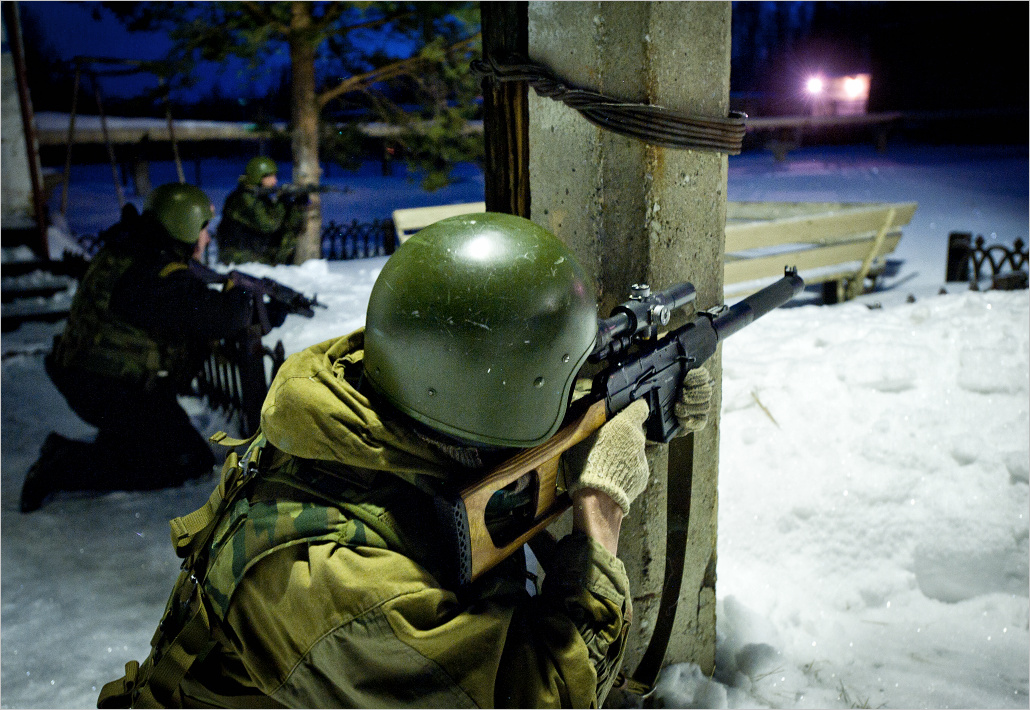
Lực lượng СОБР

Quá trình hình thành SOBR bắt đầu vào những năm 1970 sau khi xảy ra các vụ tấn công nhằm vào Thế vận hội Munich (Đức) năm 1972. Ngày 9 tháng 11 năm 1978, Bộ Nội vụ Liên Xô (MVD) quyết định xây dựng đơn vị cảnh sát tinh nhuệ đặc biệt để ứng phó với các tình huống cấp bách theo số thứ tự 0707 và ngày này hiện được coi là ngày thành lập SOBR ở Nga. Vào thời điểm đó, đơn vị đặc biệt nói trên được gọi là biệt đội OMON (Liên Xô cũ) và được coi là tiền thân của SOBR, lực lượng SOBR được cho là được đào tạo, trang bị tốt hơn và chuyên biệt hơn và đến tháng 4 năm 1981, lực lượng này mới thực hiện nhiệm vụ đầu tiên khi triệt hạ một tội phạm có vũ trang cố thủ trong một căn hộ sau khi sát hại hai người bằng súng săn. Sự trùng lặp về vai trò giữa OMON mới và SOBR trong vai trò phản ứng vũ trang vẫn tiếp tục cho đến ngày nay.
Sau khi Liên Xô sụp đổ, hàng loạt đơn vị SOBR được thành lập để chống tội phạm có tổ chức. Sự thay đổi xã hội do sự sụp đổ và kém hiệu quả tương đối của cảnh sát thông thường khi đối mặt với sự phản kháng mạnh mẽ của tội phạm vào thời điểm đó, đòi hỏi phải thành lập các biệt đội đặc biệt. Nhân sự của SOBR được rút ra từ các đơn vị OMON chủ chốt và phải trải qua bài kiểm tra về tâm lý trước khi gia nhập. Họ được huấn luyện kỹ năng bắn súng, chiến đấu tay đôi cũng như chiến đấu trong khu đô thị. Các nhóm tấn công thì được trang bị khiên chắn đạn, súng trường, súng lục và tiểu liên. Đơn vị này dựa trên khuôn mẫu của đội OMSN Thủ đô ưu tú, sau đó chính thức đổi tên thành SOBR, tiếp tục tồn tại độc lập trực tiếp và đặt dưới sự kiểm soát của Bộ Nội vụ. Thành viên SOBR được chọn từ cảnh sát thông thường (Militsiya) và trải qua quá trình tuyển chọn cạnh tranh, ưu tiên những người đã từng phục vụ trong lực lượng lính dù VDV và Army Spetsnaz (đặc nhiệm lục quân) trước đây. 

## Nhiệm vụ
SOBR là lực lượng chủ chốt trong cuộc chiến chống lại những kẻ khủng bố đến từ Chechnya và Dagestan, từng tham gia giải cứu con tin tại Mineralnye Vody, Makhachkala, bệnh viện Budyonnovsk. Ngoài nhiệm vụ ban đầu chống tội phạm có tổ chức, các đơn vị SOBR đảm nhận nhiệm vụ chống lại những phần tử khủng bố cực đoan từ các nước cộng hòa tự trị. Nhiều sĩ quan SOBR sau những hoạt động này đã được phong tặng danh hiệu Anh hùng Liên bang Nga. Năm 2016, Bộ Nội vụ trao quyền kiểm soát SOBR cho lực lượng Vệ binh Quốc gia Nga. Khi đó, SOBR có tất cả 78 đơn vị với khoảng 5.200 người. Với sự góp mặt của các đơn vị tinh nhuệ thuộc SOBR và OMON, Vệ binh Quốc gia Nga trở thành quả đấm thép chống khủng bố dưới thời Tổng thống Vladimir Putin. Lực lượng vệ binh quốc gia làm nhiệm vụ trước đây vốn được giao cho lực lượng cảnh sát chống bạo động (OMON), lực lượng phản ứng nhanh (SOBR), lực lượng đặc nhiệm ở Nga và hiện hoạt động giống như lực lượng SWAT của Mỹ trong các tình huống khẩn cấp.
Mức độ trang thiết bị của đội SOBR thường phụ thuộc vào mức tài trợ của địa phương, các đội SOBR từ các thành phố khá giả như SOBR Viking từ Kaliningrad được trang bị đầy đủ trong khi các đội từ các thành phố ít phát triển hơn, như SOBR Rubin từ Novgorod Oblast lại chỉ sử dụng súng AK-74M do quân đội sản xuất từ những năm 90. Một số đội được trang bị tốt nhất là SOBR Granit từ St.Petersburg và SOBR Bulat từ Moscow Oblast. SOBR Terek ở Chechnya có các miếng dán mang huy hiệu Cộng hòa Chechnya trên vai hoặc mũ bảo hiểm. Các thành viên SOBR đều mang cấp bậc hạ sĩ quan cảnh sát (Rosguard) và trải qua bài kiểm tra tâm lý trước khi gia nhập đơn vị. Họ sẽ được huấn luyện các kĩ thuật cận chiến, thiện xạ, chiến đấu tay đôi và cách tác nghiệp ở môi trường đô thị (tác chiến đô thị). Về mặt chiến thuật, lính SOBR sử vũ khí hạng nặng và súng bắn tỉa gây áp lực cho mục tiêu tại các tòa nhà. Các nhóm xung kích thường được trang bị nhiều loại súng trường tấn công, súng lục và súng tiểu liên. So với OMON, lính SOBR tập trung vào hành động chiến thuật nhỏ và cấp bách như giải cứu con tin, giải quyết các tình huống vũ trang và bảo vệ nhân chứng, họ có các đội đàm phán để cố gắng giải quyết các tình huống một cách hòa bình. SOBR tập trung vào an ninh công cộng và các hoạt động đô thị nhỏ và tham gia tuỳ mức độ vào hoạt động chống tội phạm có tổ chức.